# Vuelta a Murcia 2007
La 27ª Vuelta Ciclista a Murcia (oficialmente: Vuelta Ciclista a Murcia-Costa Cálida), disputada entre el 7 y el 11 de marzo de 2007, estuvo dividida en 5 etapas para un total de 648,4 km.
Participaron 14 equipos. Los 3 equipos españoles del UCI ProTeam (Saunier Duval-Prodir, Illes Balears y Euskaltel-Euskadi); los 4 de categoría Profesional Continental (Relax-GAM, Andalucía-Cajasur, Fuerteventura-Canarias y Karpin Galicia); y 1 de categoría Continental (el murciano del Nicolás Mateos). En cuanto a representación extranjera, estuvieron 6 equipos: los ProTeam del Rabobank, Unibet.com, Astana, Team CSC y Lampre-Fondital; y el Profesional Continental italiano del Acqua & Sapone. Formando así un pelotón de 112 ciclistas con 8 corredores cada equipo.

## Etapas
| Etapa | Fecha       | Recorrido                                    | km         | Ganador                            | Líder              |
| ----- | ----------- | -------------------------------------------- | ---------- | ---------------------------------- | ------------------ |
| 1ª    | 7 de marzo  | San Pedro del Pinatar-Las Torres de Cotillas | 166,1      | José Joaquín Rojas                 | José Joaquín Rojas |
| 2ª    | 8 de marzo  | Totana-Fortuna                               | 162        | Neutralizada por el fuerte viento. | José Joaquín Rojas |
| 3ª    | 9 de marzo  | Puerto Lumbreras-San Pedro del Pinatar       | 146        | Graeme Brown                       | Baden Cooke        |
| 4ª    | 10 de marzo | Alhama de Murcia-Aledo                       | 23,3 (CRI) | Alejandro Valverde                 | Alejandro Valverde |
| 5ª    | 11 de marzo | Ceutí-Murcia                                 | 151        | Danilo Napolitano                  | Alejandro Valverde |

## Clasificaciones finales
| \| 1. \| Alejandro Valverde \| 11h 45' 41" \| \| 2. \| Ángel Vicioso \| + 35" \| \| 3. \| Manuel Lloret \| + 52" \| \| 4. \| Koldo Gil \| + 1' 07" \| \| 5. \| Michele Scarponi \| + 1' 09" \| \| 6. \| Jens Voigt \| + 1' 10" \| \| 7. \| Stefano Garzelli \| + 1' 17" \| \| 8. \| Denis Menchov \| + 1' 23" \| \| 9. \| Damiano Cunego \| m.t. \| \| 10. \| Vladímir Karpets \| + 1' 37" \| |                    |             |
| 1. | Alejandro Valverde | 11h 45' 41" |
| 2. | Ángel Vicioso      | + 35"       |
| 3. | Manuel Lloret      | + 52"       |
| 4. | Koldo Gil          | + 1' 07"    |
| 5. | Michele Scarponi   | + 1' 09"    |
| 6. | Jens Voigt         | + 1' 10"    |
| 7. | Stefano Garzelli   | + 1' 17"    |
| 8. | Denis Menchov      | + 1' 23"    |
| 9. | Damiano Cunego     | m.t.        |
| 10. | Vladímir Karpets   | + 1' 37"    |

| \| 1. \| Danilo Napolitano \| 57 p. \| \| 2. \| Graeme Brown \| 55 p. \| \| 3. \| Alejandro Valverde \| 53 p. \| |                    |       |
| 1. | Danilo Napolitano  | 57 p. |
| 2. | Graeme Brown       | 55 p. |
| 3. | Alejandro Valverde | 53 p. |

| \| 1. \| Manuel Vázquez Hueso \| 9 p. \| \| 2. \| Pablo De Pedro \| 4 p. \| \| 3. \| José Ángel Gómez Marchante \| 3 p. \| |                            |      |
| 1. | Manuel Vázquez Hueso       | 9 p. |
| 2. | Pablo De Pedro             | 4 p. |
| 3. | José Ángel Gómez Marchante | 3 p. |

| \| 1. \| Alejandro Valverde \| 4 p. \| \| 2. \| Ángel Vicioso \| 8 p. \| \| 3. \| José Joaquín Rojas \| 16 p. \| |                    |       |
| 1. | Alejandro Valverde | 4 p.  |
| 2. | Ángel Vicioso      | 8 p.  |
| 3. | José Joaquín Rojas | 16 p. |

| \| 1. \| Caisse d'Epargne-Illes Balears \| 35h 20' 30" \| \| 2. \| Unibet.com \| + 36" \| \| 3. \| Acqua & Sapone \| + 52" \| |                                |             |
| 1. | Caisse d'Epargne-Illes Balears | 35h 20' 30" |
| 2. | Unibet.com                     | + 36"       |
| 3. | Acqua & Sapone                 | + 52"       |